# ديفيد بيرس (لاعب كرة قاعدة)
ديفيد بيرس (بالإنجليزية: David Pierce)‏ هو لاعب كرة قاعدة أمريكي، ولد في 1963 في هيوستن في الولايات المتحدة.